# 沈淮 (成化進士)
沈淮（1445年—？），字伯淵，直隸寧國府涇縣人，民籍，明朝政治人物。

## 生平
應天府鄉試第一百三十一名舉人。成化二十三年（1487年）中式丁未科會試第三十八名，三甲第二百二十一名進士。

## 家族
曾祖沈子仁；祖父沈永誠；父沈元忠，母吳氏。具庆下。